# داسدورف ام برگه
داسدورف ام برگه (به آلمانی: Daasdorf a. Berge) یک شهر در آلمان است که در وایمارر لاند واقع شده‌است. داسدورف ام برگه ۲۴۷ نفر جمعیت دارد.